# مطار الجونة
مطار الجونة (إيكاو: HEGO) هو مطار قطاع خاص مصري مملوكة لشركة أوراسكوم المملوكة لعائلة ساويرس يخدم منتجع الجونة بالقرب من الغردقة في محافظة البحر الأحمر، مصر .
تقع الغردقة على بعد 12.6 ميلًا بحريًا من عتبة المدرج 34.
مدير المطار: أحمد إسلام مصلح
مدير العمليات: محمد أحمد عبد العال
مدير الأمن: شريف الديب

## روابط خارجية
- مطاراتنا - مصر نسخة محفوظة 8 أكتوبر 2019 على موقع واي باك مشين.
- خريطة الشارع المفتوح - الجونة
- مطار الجونة